# Pachycondyla picardi
Pachycondyla picardi är en myrart som beskrevs av Auguste-Henri Forel 1901. Pachycondyla picardi ingår i släktet Pachycondyla och familjen myror. Inga underarter finns listade i Catalogue of Life.